# Galo da Madrugada
O Galo da Madrugada OMC é um tradicional bloco carnavalesco, considerado o maior do mundo, que desfila durante o carnaval do Recife, saindo no sábado de carnaval e marcando a abertura do mesmo. Desde o seu desfile inaugural, o Galo, como também é conhecido, ganhou enorme adesão de foliões desfile após desfile, e desde 1994, passou a ser considerado o maior bloco de carnaval do mundo, segundo o Guinness World Records. Todo ano, dezenas de trios elétricos, arrastam os foliões da capital pernambucana.
Anualmente, o Galo costuma levar às ruas dos centro histórico do Recife, mais de 2.5 milhões de foliões. Com um percurso de cerca de 6.5 km, o desfile tem início nos arredores do Forte das Cinco Pontas e termina junto à Rua do Sol, nas imediações da Ponte Duarte Coelho, onde anualmente é montado um galo gigante, escultura que se tornou o símbolo do carnaval recifense.
O Galo da Madrugada inspirou a criação de outros blocos pelo Brasil, e pelo mundo, a exemplo do Pinto da Madrugada, em Maceió, Sapo da Madrugada, no Amazonas, o Galinho de Brasília, na capital do Brasil , o Galo na Neve, no Canadá e o Capote da Madrugada em Teresina . Em 2020, o Bloco do Galo da Madrugada desfilou pela primeira vez fora da capital Pernambucana, em São Paulo.

## Origem do nome
Segundo Enéas Freire, fundador do Galo, o nome do bloco originou-se do fato de que seus organizadores viravam a noite trabalhando para poder colocar o bloco na rua no dia seguinte, sendo assim, na madrugada, eles estavam acordados e prontos para o desfile.

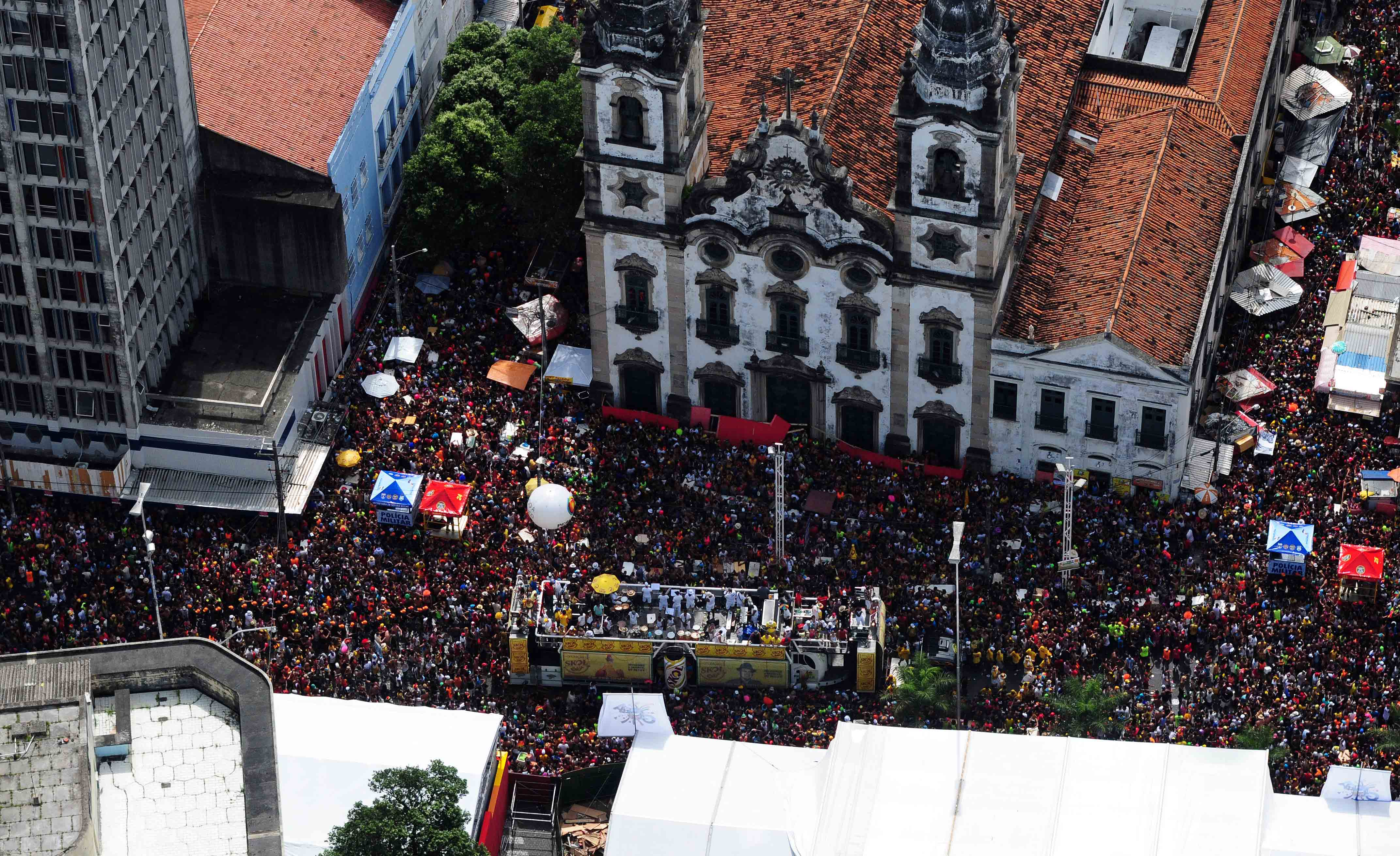
Foliões ao longo do percurso do Galo, nos arredores da Igreja Matriz do Santíssimo Sacramento de Santo Antônio, na Avenida Dantas Barreto, bairro de Santo Antônio.

## História
No intuito de reviver os antigos carnavais de rua, um grupo de amigos, liderados por Enéas Freire, criaram no final de 1977, o Clube de Máscaras O Galo da Madrugada, que teve o seu primeiro desfile no dia 23 de janeiro de 1978, às 5h da madrugada nas ruas do bairro de São José, no Recife, e reunindo 75 foliões. Em 1979, o número de foliões subiu para 350, número que continuou a crescer nos anos seguintes. Em 1991, o número de foliões ultrapassava um milhão.
A década de 1990 assistiu ao crescimento da agremiação, que tomou proporções gigantescas e em 1994, o bloco foi oficialmente colocado no livro dos Recordes como o maior do mundo, o seu público continuou a aumentar e atingiu a marca dos dois milhões de foliões nos anos 2010.
O crescimento do número de foliões levou a alterações no percurso do bloco, evitando ruas estreitas, por onde passava originalmente, para desfilar em ruas mais largas.
Em 2009, o bloco foi consagrado como Patrimônio Cultural Imaterial do Estado de Pernambuco, por meio de lei aprovada na Assembleia Legislativa de Pernambuco e sancionada pelo Governador do Estado.

### Público
Em 2012, o bloco teria, de acordo com a própria organização, levado cerca de dois milhões de pessoas. Em 2013, seguindo a tendência dos anos anteriores, o número de foliões aumentou e o bloco reuniu cerca de 2,3 milhões de pessoas no centro do Recife. Em 2014, o bloco teve, também segundo estimativas, 2,4 milhões de pessoas. Em 2015 o galo teve 2,5 milhões de pessoas. Nos anos 2016, 2017 e 2018, o Galo repetiu o recorde de 2015, com 2,5 milhões de foliões nas ruas. Cifra que o bloco continua a levar ano após ano.

## Trajeto
Bairros do centro histórico do Recife, na Ilha de Antônio Vaz (São José e Santo Antônio), são tomados pela multidão.

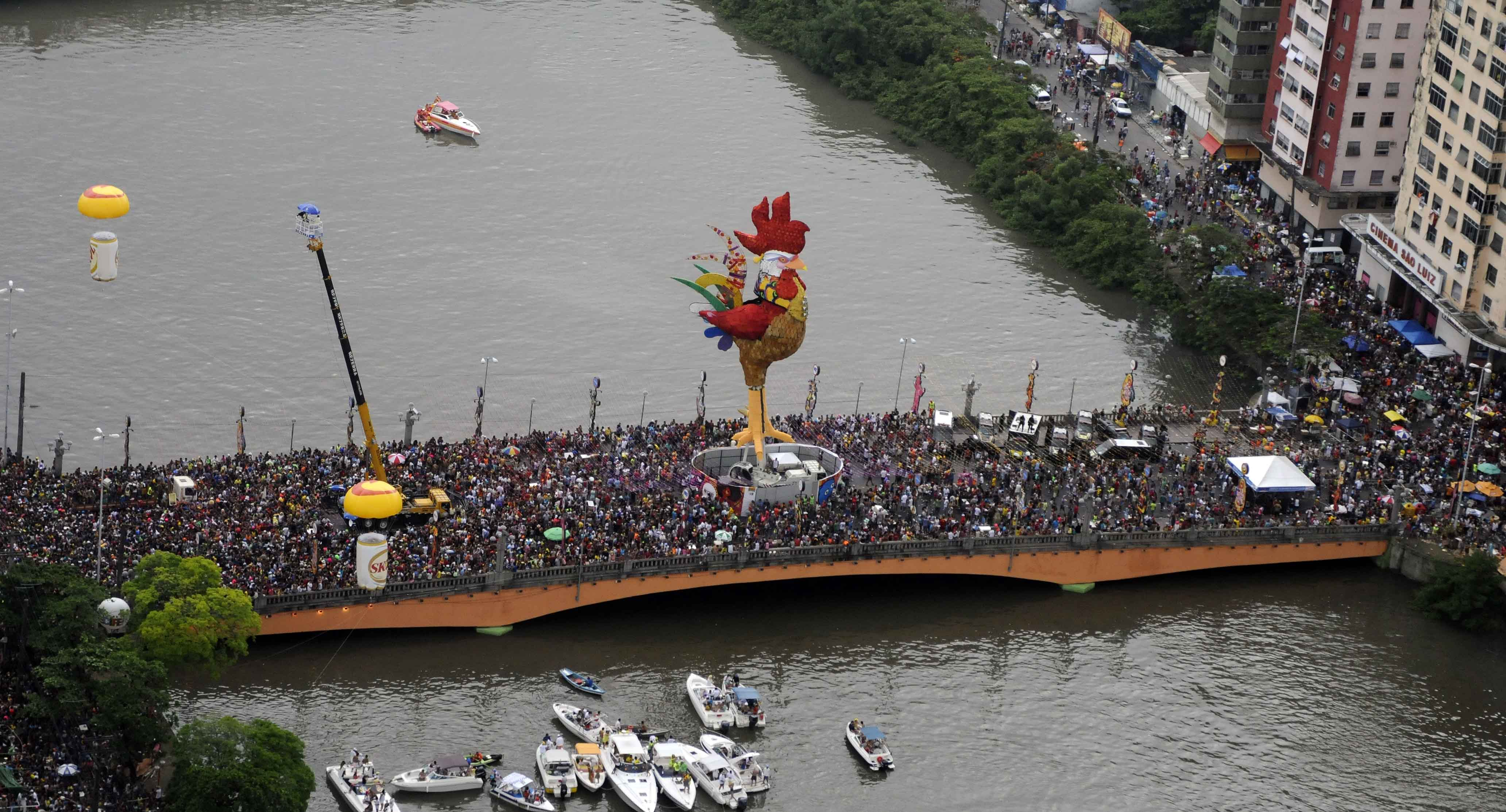
Escultura do Galo da Madrugada em 2011, na Ponte Duarte Coelho.

O trajeto do Galo começa em frente ao Forte das Cinco Pontas e segue o seguinte percurso:
1. Travessa do Forte;
2. Forte das Cinco Pontas;
3. Rua Imperial;
4. Avenida Dantas Barreto;
5. Praça Sérgio Loreto (sentido Av. Sul);
6. Avenida Sul;
7. Rua Saturnino de Brito;
8. Rua Imperial (galpão do Galo);
9. Praça Sérgio Loreto (sede do Galo);
10. Rua do Muniz;
11. Avenida Dantas Barreto;
12. Avenida Guararapes (apoteose); e
13. dispersão na Rua do Sol.

A movimentação de pessoas no centro do Recife no sábado de carnaval do Galo da Madrugada dura todo o dia. Os foliões começam a chegar de manhã – por volta das 7 horas da manhã – e o bloco tem sua saída oficial pontualmente as 9 horas; os trios elétricos tocam até o fim da tarde. No início da noite, é comum que muitos foliões sigam direto para o polo central do carnaval do Recife na praça do Marco Zero no bairro vizinho.
O Galo da Madrugada é composto por carros alegóricos, passistas de frevo, bonecos gigantes, freviocas e 30 trios elétricos. É comum a presença de dezenas de embarcações nas imediações da ponte Duarte Coelho, no Rio Capibaribe, para acompanhar a passagem do bloco.
O principal ritmo tocado no bloco é o frevo, mas vários outros ritmos também são executados, especialmente a partir da participação especial de artistas nacionais convidados pela organização do Bloco.

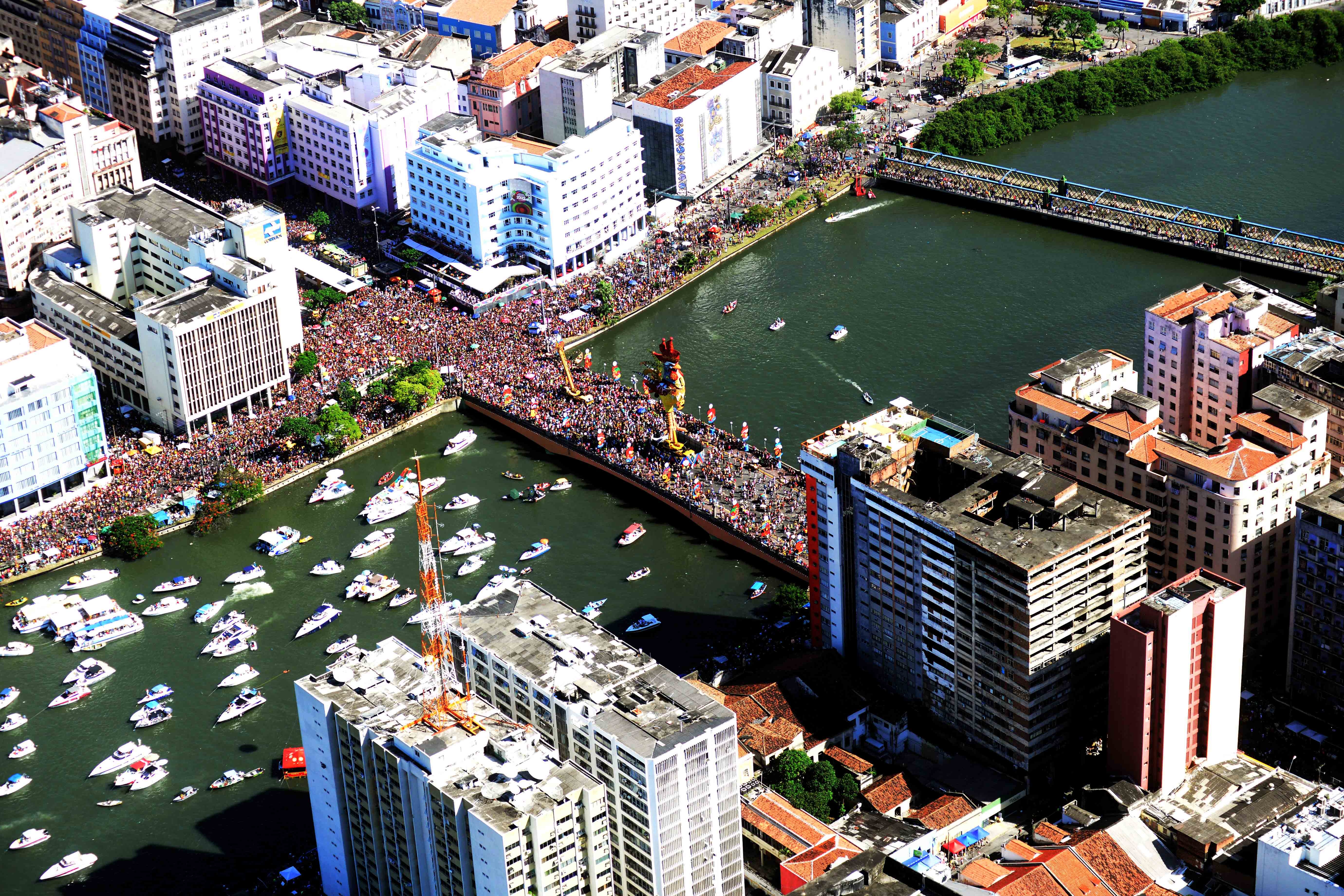
Vista aérea da Ilha de Antônio Vaz com o Galo da Madrugada sobre a Ponte Duarte Coelho no Carnaval de 2014.

## Hino
Um ano após a fundação daquele que viria a ser o maior bloco de carnaval do mundo, a diretoria do clube sentiu a necessidade de criar uma música própria cuja letra transmitisse ao folião a mensagem principal do Galo: convocar a todos, como num canto matinal, a participarem da folia que voltara às ruas do Recife.
Assim, no ano de 1979, procurado pela diretoria do clube e incumbido de realizar tal missão, o professor José Mário Chaves criou aquela que seria a música tema do maior manifestação carnavalesca do planeta. “O Hino do Galo começou com esse pedido: fazer uma música que retratasse, realmente, o que era o Galo da Madrugada e chamar o folião, mostrando que a festa começava muito cedo”, lembra o compositor.
O resultado, todos já conhecem: um clássico que ultrapassou as décadas e mantém-se vivo até hoje. O Hino do Galo já foi interpretado por diversos artistas pernambucanos, entre eles Alceu Valença, na voz do qual a música ficou mais conhecida.
| Ei pessoal, vem moçada Carnaval começa no Galo da Madrugada Ei pessoal, vem moçada Carnaval começa no Galo da Madrugada A manhã já vem surgindo, O sol clareia a cidade com seus raios de cristal E o Galo da Madrugada Já está na rua, saudando o Carnaval Ei pessoal, vem moçada Carnaval começa no Galo da Madrugada Ei pessoal, vem moçada Carnaval começa no Galo da Madrugada As donzelas estão dormindo As flores recebendo o orvalho matinal E o Galo da Madrugada Já está na rua, saudando o Carnaval Ei pessoal, vem moçada Carnaval começa no Galo da Madrugada Ei pessoal, vem moçada Carnaval começa no Galo da Madrugada O Galo também é de briga As esporas afiadas e a crista é coral E o Galo da Madrugada Já está na rua, saudando o Carnaval. |